# Anne Mungai
Dra. Anne G. Mungai (nascida em 1957) é uma diretora de cinema queniana. Ela é mais conhecida por seu longa-metragem, Saikati (1992). Seus trabalhos exploram as histórias de jovens mulheres africanas e os desafios que enfrentam enquanto navegam na África pós-colonial.

## Vida
Anne Mungai formou-se no Instituto de Comunicações de Massa do Quênia e passou a trabalhar lá. Ela é a diretora-fundadora do Teatro Infantil da Rua Shangilia.
Em 1993, Mungai co-fundou a Muheres no Cinema no Quênia, afiliada à Mulheres Africanas em Filme e Vídeo como comitê provisório da sua seção no Quênia.

## Carreira de direção
A carreira de diretora de Anne Mungai começou em 1980 com seu primeiro curta intitulado Nkomani Clinic. Desde então, dirigiu diversos curtas-metragens, além de seu primeiro longa-metragem, Saïkati. Este filme, como muitas das obras de Mungai, centra-se numa personagem feminina que vive na África durante uma época dividida entre as práticas culturais tradicionais africanas e aquelas trazidas do mundo ocidental durante a colonização.

## Saikati(1992)
Saikati foi financiado pelo Instituto de Comunicação de Massa do Quênia, já que Mungai era ex-aluna da escola, sendo o equipamento fornecido pela Fundação Fredrick Engel. O roteiro foi elaborado no Instituto com a ajuda de um consultor de roteiro. Mungai e o consultor de roteiro, entretanto, não tiveram a mesma visão para Saikati durante o processo de escrita, o que significa que Mungai não tinha licença criativa total para o filme. Algumas das cenas adicionadas ao filme foram contra os desejos de Mungai em relação ao conteúdo cultural e à história que ela tinha em mente, embora Mungai ainda tenha conseguido transmitir a mensagem principal ao seu público. O filme analisa tópicos que envolvem os desafios que as mulheres enfrentam devido à urbanização do Quênia: quão difícil é navegar na deriva rural-urbana do país e ao mesmo tempo trabalhar para descobrir quem são em termos de educação, crenças e sexualidade e como eles se encaixam na África pós-colonial. Saikati analisa esses tópicos de um ponto de vista interseccional. (ou seja, através de representações de classe, gênero, sexualidade, idade e etnia).

### Trama
O filme retrata uma jovem chamada Saikati que está em conflito entre querer frequentar a universidade para estudar na cidade e seguir o desejo de seus pais de se casar com o filho do chefe, o que sua família já arranjou. No final das contas, ela decide fugir da vida tradicional que conheceu e vai morar com sua prima Monica na cidade. Monica diz que pode ajudar Saikati a conseguir um emprego para que ela possa estudar. Assim que Saikati chega à cidade, porém, ela percebe que sua prima é prostituta e que o emprego que ela arranjou para ela é na mesma profissão. Saikati se vê presa “entre dois males: o casamento forçado e a prostituição”. Saikati percebe que embora queira fugir do casamento forçado, ela não quer perder as práticas culturais que deixou para trás nos Maasai “Maara”. Ela decide que a cultura que deixou para trás ainda faz parte de quem ela é, mesmo que ela desejasse estudar.

## Filmografia
| Filme                         | Ano  |
| Nkomani Clinic                | 1980 |
| The Beggar’s Husband          | 1980 |
| The Tomorrow’s Adult Citizens | 1981 |
| Together We Build             | 1982 |
| Wekesa at Crossroads          | 1986 |
| Productive Farmlands          | 1990 |
| Faith                         | 1991 |
| Root 1                        | 1991 |
| Saikati (online)              | 1993 |
| Pongezi                       | 1993 |
| Usilie Mtoto wa Africa        | 1994 |
| Tough Choices                 | 1998 |
| Saikati The Enkabaani         | 1998 |
| Promise of Love               | 2000 |

## Prêmios
| Ano  | Prêmio                                       | Tipo de Prêmio                                                                                    |
| ---- | -------------------------------------------- | ------------------------------------------------------------------------------------------------- |
| 1993 | FESPACO-UNICEF                               | Prêmio para melhor projeção da imagem de uma mulher africana                                      |
| 1993 | APAC                                         | Prêmio da Associação de Profissionais de Comunicação para melhor Diretora Africana — Burkina Faso |
| 1994 | Prêmio de Comendação de Chefe de Estado      | —                                                                                                 |
| 1994 | M-Net                                        | Prêmio de mérito especial                                                                         |
| 1995 | FESPACO                                      | Prêmio de Melhor Documentário em Vídeo                                                            |
| 1996 | Embaixada do Chile                           | Prêmio Gabriella Mistral                                                                          |
| 1999 | Plan International                           | Prêmio de Filme do Diretor (Para Saikati)                                                         |
| 1999 | Festival Internacional de Cinema de Zanzibar | Prêmio Especial do Diretor do Júri                                                                |
| 2022 | Prêmios Mulheres no Cinema                   | Personalidade feminina mais influente                                                             |